# Burke (Texas)
Burke é uma cidade localizada no estado norte-americano do Texas, no Condado de Angelina.

## Demografia
Segundo o censo norte-americano de 2000, a sua população era de 315 habitantes. 
Em 2006, foi estimada uma população de 324, um aumento de 9 (2.9%).

## Geografia
De acordo com o United States Census Bureau tem uma área de 
1,6 km², dos quais 1,6 km² cobertos por terra e 0,0 km² cobertos por água.

## Localidades na vizinhança
O diagrama seguinte representa as localidades num raio de 28 km ao redor de Burke. 